# Versowood Areena
L'Arena Versowood (en finnois : Versowood Areena) est une aréna couverte à Heinola en Finlande.

## Présentation
L'édifice construit en 1984 peut accueillir 2 975 personnes dont 1 500 personnes assises et 1 475 personnes debout.
C'est la patinoire des Heinolan Peliitat de la ligue de hockey Mestis et de toutes les autres équipes de hockey sur glace d'Heinola. L'édifice porte le nom de la société Versowood qui finance les Heinolan Peliitat.
C'est aussi la patinoire des Tinatuopit de la 2. Divisioona.